# 129879 Tishasaltzman
129879 Tishasaltzman è un asteroide della fascia principale. Scoperto nel 1999, presenta un'orbita caratterizzata da un semiasse maggiore pari a 2,6021237 UA e da un'eccentricità di 0,0919839, inclinata di 14,83028° rispetto all'eclittica.